# نایجل کسیدی
نایجل کسیدی (انگلیسی: Nigel Cassidy؛ ۷ دسامبر ۱۹۴۵ – ۱۹ مهٔ ۲۰۰۸) بازیکن فوتبال اهل بریتانیا بود.
از باشگاه‌هایی که در آن بازی کرده‌است می‌توان به باشگاه فوتبال کمبریج یونایتد، باشگاه فوتبال اسکانتورپ یونایتد، باشگاه فوتبال لوستوفت، باشگاه فوتبال آکسفورد یونایتد، و باشگاه فوتبال نوریچ سیتی اشاره کرد.